# Закі Хан Занд
Закі Хан Занд — (помер 6 червня 1779) — іранський військовий командир і претендент на престол держави Зандів. Формально, ніколи не був шахом, але фактично мав всю повноту влади в державі упродовж трьох місяців від смерті свого брата Карім Хана до своєї власної смерті 6 червня 1779 року.